# Signe Rink
Signe Rink, pseudonimo di Nathalie Sophia Nielsine Caroline Møller Rink (Paamiut, 24 gennaio 1836 – Kristiania, 19 aprile 1909), è stata una scrittrice ed etnologa danese.
Insieme a suo marito Hinrich, nel 1861 fondò il primo giornale della Groenlandia, Atuagagdliutit. È considerata la prima donna a pubblicare opere sulla Groenlandia e sulla sua cultura.

## Biografia
Nata il 24 gennaio 1836 a Paamiut, Nathalie Sophia Nielsine Caroline Møller era la figlia dell'amministratore coloniale danese Jørgen Nielsen Møller (1801–1862) e di sua moglie Antonette Ernestine Constance Tommerup (1813–91). Crebbe in Groenlandia fino al 1850 circa, quando fu mandata a scuola in Danimarca. Quando aveva appena 17 anni, sposò il geografo e ricercatore groenlandese Hinrich Rink. La coppia visse per un periodo in Groenlandia, dove Hinrich divenne ispettore del governo a Nuuk. Frequentavano persone come il linguista Samuel Kleinschmidt e l'educatore Carl Janssen che erano interessati ai groenlandesi e alla loro cultura.
Nel 1868, la Rink lasciò la Groenlandia poiché suo marito accusava problemi di salute. Portarono con sé una raccolta di illustrazioni di racconti popolari che descrivevano la vita quotidiana dei nativi della Groenlandia creata da Aron di Kangeq, verso cui Signe Rink aveva mostrato un interesse speciale. In seguito donò la collezione al Museo Nazionale della Danimarca. Gli acquerelli di Aron, che costituivano anche una parte importante della collezione, sarebbero stati riscoperti nel 1960 e trasferiti al Museo Nazionale della Groenlandia.
Dopo essersi stabiliti a Copenaghen, i coniugi si trasferirono a Kristiania (Oslo) nel 1883. Fu qui che Signe Rink trovò il tempo per scrivere, pubblicando Grønlændere (1886), Grønlændere og Danske i Grønland (1887), Koloni-Idyller fra Grønland (1888) e Fra det Grønland der gik (1902).
Signe Rink morì a Oslo il 19 aprile 1909. Le sopravvisse la sua unica figlia.

## Opere principali
- (EN) Rink, Signe, The Girl and the Dogs—an Eskimo folk-tale with comments, in American Anthropologist, n. 6, June 1898,  pp. 181-187, DOI:10.1525/aa.1898.11.6.02a00030.
- (EN) Rink, Signe, Eden of the North, International Polar Institute Press, 2014, ISBN 978-0-9829155-6-1. - Traduzione di Koloni-Idyller fra Grønland (1888)
- (EN) Rink, Signe, Kayakmen: Tales of Greenland's Seal Hunters, International Polar Institute, 2016, ISBN 978-0-9961938-4-9. - Traduzione di Kayakmænd (1896)